# 高尔半岛
51°36′N 4°08′W / 51.600°N 4.133°W
高尔半岛（英語：Gower Peninsula）位于英国威尔士南部，南邻布里斯托尔湾，西为卡马森湾，北滨巴里湾（拉赫尔河河口）。半岛基本上为海拔45～140米的高原，高原上多由短促溪流切割成的狭窄陡峭的山谷。南部海岸有为壮丽的石灰石悬崖。北岸多沼泽。
早在旧石器时代，高尔半岛就有人类居住。1823年曾在一个洞穴内发现旧石器时代人类骨架。在奥伊斯特茅斯有古罗马别墅的遗址和凯尔特修道士在中世纪早期建立的小修道院。诺曼征服威尔斯时期，有大量弗拉芒人等地居民来到半岛南部定居。
如今的高尔半岛是一个农业区，旅游业发展迅速。半岛东部已成为斯旺西城市的一部分。
- 高尔半岛西端的沃姆斯角（Worms Head）
- 位于半岛南岸的三崖湾（Three Cliffs Bay）
- 位于半岛西北岸的布劳顿湾（Broughton Bay）